# Gruppo di NGC 1417
Il Gruppo di NGC 1417 comprende almeno 14 galassie situate nella costellazione dell'Eridano.
La distanza media tra il centro di massa di questo gruppo e la nostra Via Lattea è di circa 188 milioni di anni luce (57,7 Mpc).
Da notare che NGC 1417 non è né la più estesa, né la più luminosa del gruppo. La galassia di dimensioni maggiori è MCG -1-10-35, mentre la più luminosa è NGC 1453.

## Membri
Le galassie componenti il gruppo, nell'ordine indicato nell'articolo di Garcia del 1993, sono elencate nella tabella sottostante.
| Nome         | Classificazione | Tipo                        | RA (J2000.0)  | DEC (J2000.0) | Velocità radiale (km/s) | Magnitudine apparente | Distanza (Mpc) | Dimensioni (kal) |
| ------------ | --------------- | --------------------------- | ------------- | ------------- | ----------------------- | --------------------- | -------------- | ---------------- |
| NGC 1358     | SAB(r)0/a       | Lenticolare                 | 03h 33m 39.7s | -05° 05′ 22″  | 4028 ± 10               | 12,1                  | 57,2 ± 4,0     | 140              |
| NGC 1376     | SA(s)cd         | Spirale                     | 03h 37m 05.9s | -05° 02′ 34″  | 4152 ± 3                | 12,1                  | 59,1 ± 4,1     | 70               |
| NGC 1417     | SAB(rs)b        | Spirale intermedia          | 03h 41m 57.4s | -04° 42′ 17″  | 4125 ± 4                | 12,1                  | 58,8 ± 4,1     | 119              |
| NGC 1418     | SB(s)b?         | Spirale barrata             | 03h 42m 16.1s | -04° 43′ 51″  | 4204 ± 6                | 13,6                  | 60,0 ± 4,2     | 84               |
| NGC 1441     | SB(s)b          | Spirale barrata             | 03h 45m 43.1s | -04° 05′ 30″  | 4296 ± 14               | 12,9                  | 61,4 ± 4,3     | 80               |
| NGC 1449     | S0              | Lenticolare                 | 03h 46m 03.1s | -04° 08′ 17″  | 4049 ± 29               | 13,4                  | 57,8 ± 4,1     | 40               |
| NGC 1451     | S0-?            | Lenticolare                 | 03h 46m 07.1s | -04° 04′ 09″  | 3916 ± 45               | 13,4                  | 55,8 ± 4,4     | 32               |
| NGC 1453     | E2-3            | Ellittica                   | 03h 46m 27.2s | -03° 58′ 08″  | 3886 ± 6                | 11,5                  | 55,4 ± 3,9     | 128              |
| MK 1078      | ?               | ?                           | 03h 40m 49.1s | -03° 49′ 46″  | 4022 ± 45               | 13,7 ± 0,3            | 57,3 ± 4,1     | 49               |
| MCG -1-10-13 | SB(s)m?         | Spirale barrata magellanica | 03h 38m 26.3s | -04° 18′ 27″  | 4073 ± 5                | 13,7699               | 58,0 ± 4,1     | 101              |
| MCG -1-10-31 | S0/E            | Lenticolare                 | 03h 46m 03.3s | -03° 12′ 33″  | 3883 ± 45               | 14,95 ± 0,12          | 55,3 ± 3,9     | 61               |
| MCG -1-10-35 | Sc              | Spirale                     | 03h 46m 35.8s | -04° 27′ 11″  | 3798 ± 1                | 11,43                 | 54,1 ± 3,8     | 129              |
| MCG -1-10-36 | Sbc?            | Spirale                     | 03h 46m 57.9s | -03° 27′ 41″  | 3987 ± 6                | 11,75                 | 56,9 ± 4,0     | 95               |
| MCG -1-10-37 | SB(s)dm?        | Spirale barrata magellanica | 03h 47m 39.7s | -04° 21′ 08″  | 4197 ± 7                | 16,07 ± 0,12          | 60,0 ± 4,2     | 106              |

Il sito DeepskyLog permette di trovare agevolmente le costellazioni in cui sono situate le galassie; in alternativa si possono utilizzare le coordinate delle galassie per individuarle. Se non altrimenti indicato, le coordinate sono quelle fornite dal sito NASA/IPAC (National Aeronautics and Space Administration / Infrared Processing and Analysis Center).